# Timmereind
Timmereind is een buurtschap in de Nederlandse gemeente Waalre.
De buurtschap is gelegen nabij de historische buurtschap Loon, één kilometer ten zuidwesten van het dorp Waalre.
Ten westen van Timmereind ligt het dal van de Dommel, een kleinschalig agrarisch landschap met enkele broekbossen.
De langgevelboerderij op Timmereind 1 is een gemeentelijk monument.
Dorpen: Aalst · Waalre-dorp

Buurtschappen en gehuchten: Achtereind · Ekenrooi · Heikant · Heuvel · Loon · Timmereind

Noord-Brabant: Steden en dorpen      Nederland: Provincies · Gemeenten